# Euthyonidiella ambigua
Euthyonidiella ambigua is een zeekomkommer uit de familie Sclerodactylidae.
De wetenschappelijke naam van de soort werd in 1942 gepubliceerd door Svend Geisler Heding.